# لیندا هریسون (هنرپیشه)
لیندا هریسون (انگلیسی: Linda Harrison؛ زادهٔ ۲۶ ژوئیهٔ ۱۹۴۵) یک هنرپیشه، و مانکن اهل ایالات متحده آمریکا است.

## گزیده فیلمشناسی
از فیلم‌ها یا برنامه‌های تلویزیونی که وی در آن نقش داشته‌است می‌توان به آثار زیر اشاره کرد.
- سیاره میمون‌ها (۱۹۶۸)
- در زیر سیاره میمون‌ها (۱۹۷۰)
- فرودگاه ۱۹۷۵ (۱۹۷۴)
- پیله (فیلم ۱۹۸۵) (۱۹۸۵)
- بیل وحشی (۱۹۹۵)
- سیاره میمون‌ها (فیلم ۲۰۰۱) (۲۰۰۱)
- بتمن (مجموعه تلویزیونی) (۱۹۶۶)
- سوئیچ (مجموعه تلویزیونی) (۱۹۷۶)
- اینساید ادیشن (۲۰۱۴)